# Omid
Omid (pol. nadzieja) – pierwszy irański sztuczny satelita wyprodukowany w tym kraju i wyniesiony w przestrzeń kosmiczną 2 lutego 2009 roku na pokładzie rakiety Safir 2 (pol. posłaniec). Data wystrzelenia rakiety zbiegła się z 30. rocznicą rewolucji islamskiej w Iranie, w wyniku której obalono proamerykańskiego szacha Mohammada Rezę Pahlawiego. Prezydent Iranu Mahmud Ahmadineżad w orędziu telewizyjnym powiedział „Drogi narodzie irański, wasze dzieci umieściły na orbicie pierwszego, własnego satelitę”. Dodał też, że wystrzelenie satelity zakończyło się sukcesem.
Satelita służył do celów badawczych i telekomunikacyjnych. Rakietę nośną wystrzelono z nowej platformy ulokowanej na Wielkiej Pustyni Słonej, w ostanie Semnan: 35°13′18″N 53°53′47″E/35,221667 53,896389.
Omid to drugi satelita skonstruowany przez Iran, ale pierwsze urządzenie według własnego projektu i wyniesione w kosmos własnymi siłami. W październiku 2005 roku ISA korzystała z rosyjskiego kosmodromu w Plesiecku i należącej do agencji Roskosmos rakiety Kosmos-3M w celu umieszczenia na orbicie satelity Sinah-1. Operacja kosztowała wówczas 8 milionów dolarów.
Szef irańskiej dyplomacji Manuszehr Mottaki zapewnił, że „działalność kosmiczna Iranu ma przeznaczenie wyłącznie pokojowe”. „Nasz potencjał wojskowy ma na celu obronę” – dodał.
Satelita Omid wszedł w atmosferę ziemską i spłonął 25 kwietnia 2009.